# Tučapy, Uherské Hradiště
Tučapy là một làng thuộc huyện Uherské Hradiště, vùng Zlínský, Cộng hòa Séc.